# Yesterday (EP)
Yesterday é um EP da banda de rock inglesa The Beatles, lançado em 4 de março de 1966 pela Parlophone no Reino Unido. 11º EP dos Beatles, também foi lançado em Portugal, Espanha e Brasil (com outra foto de capa). O EP foi lançado apenas em mono, e a fotografia da capa foi tirada por Robert Whitaker.
| Críticas profissionais | Críticas profissionais |
| Avaliações da crítica  | Avaliações da crítica  |
| Fonte                  | Avaliação              |
| ---------------------- | ---------------------- |
| AllMusic               | [ 1 ]                  |

Yesterday entrou na parada de EPs do Reino Unido em 12 de março de 1966 e, a partir de 26 de março, passou seis semanas como número um. Ao todo, permaneceu na parada de sucessos por 13 semanas.

## Lista de Faixas

#### Lado A
1. "Yesterday" (Lennon–McCartney) – 2:03
2. "Act Naturally" (Johnny Russell, Voni Morrison) – 2:33

#### Lado B
1. "You Like Me Too Much" (Harrison) – 2:40
2. "It's Only Love" (Lennon–McCartney) – 1:53

## Ficha Técnica
The Beatles
- Paul McCartney – baixo (faixas 2–4), vocal principal (faixa 1), violão (faixa 1), vocal de apoio (faixas 2, 3), piano (faixa 3)
- John Lennon – guitarra base acústica (2–4), piano elétrico (faixa 3), pandeiro (faixa 3), vocal principal (faixa 4), guitarra elétrica (faixa 4)
- George Harrison – guitarra solo (faixas 2–4), vocal principal (faixa 3), guitarra elétrica (faixa 3), violão (faixa 3), violão de 12 cordas (faixa 4)
- Ringo Starr – bateria (faixas 2–4), vocal principal (faixa 2), baquetas (faixa 2), pandeiro (faixa 4)

Músicos Adicionais
- George Martin – piano ("You Like Me Too Much")
- Tony Gilbert – violino ("Yesterday")
- Sidney Sax – violino ("Yesterday")
- Kenneth Essex – viola ("Yesterday")
- Francisco Gabarro – violoncelo ("Yesterday")